# St. Stefan, Breže
St. Stefan je naselje v Občini Breže v Okraju Šentvid ob Glini na Koroškem v Avstriji.